# Gulfstream G200
Gulfstream G200, v preteklosti znan kot IAI Galaxy in Astra Galaxy je dvomotorno reaktivno poslovno letalo, ki ga je zasnoval izraelski Israel Aircraft Industries (IAI), kasneje, v letih 1999−2011 ga je proizvajal ameriški Gulfstream Aerospace. Skupno so zgradili 250 letal. 
Leta 2005 je Gulfstream začel snovati njegovega naslednika G250, ki so ga pozneje preimenovali v Gulfstream G280.

## Specifikacije
Podatki iz Frawley
Splošne karakteristike
- Posadka: 2
- Število sedežev: Tipično: 8-10, največ: 18
- Tovor: 4050 lb (1840 kg)
- Dolžina: 62 ft 3 in (18,97 m)
- Razpon kril: 58 ft 1 in (17,70 m)
- Višina: 21 ft 5 in (6,53 m)
- Površina kril: 369 ft² (34,3 m²)
- Teža praznega letala: 19200 lb (8709 kg)
- Maks. vzletna teža: 35450 lb (16080 kg)
- Pogon letala: 2 × Pratt & Whitney Canada PW306A turbofana, 6040 lbf (26,9 kN) vsak

 Zmogljivost 
- Maks. hitrost: Mach 0,85 (487 vozlov, 560 mph, 900 km/h)
- Potovalna hitrost: Mach 0.80 (459 vozlov, 528 mph, 850 km/h) običajna potovalna hitrost
- Doseg: 3400 nmi (3910 milj, 6300 km) pri Mach 0.75 s 4 potniki
- Višina leta: 45000 ft (13700 m)